# Багулалски језик
Багалалски језик један је од језика који припада групи сјевероисточних кавкаских језика, а који припада андијској подгрупи Аваро-андијској породици језика. Унутар андијске подјеле језика, чамалалски језик припада групи Багулалско-тиндијских језика . Говори се у Дагестану и то од старне свега 1450 припадника Багулала, дуж десне обале реке Анди-Коису и околних брда, у близини грузијске границе. Прилично је сличан тиндијском језику, његовом најближем језичком. Багулалски језик посједује 3 дијалекта и то: Квандо-химерски, Котлондско-хуштандски и Тлиси-тлибишки. Ови дијалекти ус добили име по називима села у којима се говори.

## Карактеристике
Багулалски језик се говори на подручју сјеверозападног дагестана од стране припадника овог народа. По попису из 2010. године се проциијењује да је број говорниак овог језика 1450. Карактеристично за багулалски језик је то да је само дијалект Тлиси-тлибишки проучаван, из разлога како се наводи, због сличности са језиком тиндијским језиком.
Багвалалски језик има бројне зајмове из језика као што су арапски, руски, турски и аварски. Багулалски језик се употребљава се само у комуникацији у домовима припадника овог језика, док се аварски или руски се користе као писани језици.

## Језик данас
Багвалалски језик има тешке проблеме и налази се у озбиљној опасности од изумирања. Школовање и културна револуција допринели су великом паду у смислу познавања и употребе језика данас. Ученици Багвалала уче аварски језик у основној школи, а у средњој школи се предаје на руском језику. Између 1950. и 1970. године, Багвалали су се преселили у различите округе у покрајини Астрашан у Русији, што је такође утицало на Багвалалски језик. Упркос томе, већина преосталих Багвалала подржава језик, а око 30-50% дјеце течно говори овим језикомјезиком.

## Историја
Багвалали се први пут помиње у 19. вијеку, али је урађено врло мало истраживања. О багулалском језику је, као и народу,  било врло мало лингвистичких истраживања.